# Idavere
Koordinaten: 59° 26′ N, 26° 17′ O
Idavere (deutsch Itfer bzw. Ittfer) ist ein Dorf (estnisch küla) in der Landgemeinde Haljala (Haljala vald) im  estnischen Landkreis Lääne-Virumaa.

## Lage und Beschreibung
Idavere liegt zehn Kilometer nordwestlich von Rakvere. Das Dorf hat 62 Einwohner (Stand 2006).
Die Siedlung wurde 1241 erstmals unter dem Namen Honolius urkundlich erwähnt. Der Hof Onalja wurde ab 1499 Itterver genannt. 1474 verschmolzen das Dorf und der Hof miteinander.

## Gut Idavere
Das ehemalige Rittergut von Idavere mit seinem Park ist heute nicht mehr erhalten. Letzter Eigentümer des Guts vor der estnischen Landreform 1919 war die adlige deutschbaltische Familie Wrangel (auch Wrangell).

## Persönlichkeiten
Der Maler Paul von Tiesenhausen (1836/37–1876) wurde hier geboren.